# Ingemar Mundebo
Kurt Allan Ingemar Mundebo, född Johansson 15 oktober 1930 i Mundekulla i Långasjö, död 7 september 2018 i Lidingö, var en svensk politiker (folkpartist) och tidigare budget- och ekonomiminister.

## Biografi
Mundebo tog socionomexamen 1954 och blev filosofie licentiat 1964 och filosofie doktor 2008 vid Stockholms universitet, där han också var anställd 1964–1978, från 1976 som byråchef.
Han var riksdagsledamot för Stockholms läns valkrets 1965–1980, fram till 1970 i andra kammaren och därefter i enkammarriksdagen. Efter den borgerliga valsegern 1976 var han statsråd och chef för budgetdepartementet 1976–1980, även chef för ekonomidepartementet 1978–1979. Han var därefter landshövding i Uppsala län 1980–1986 och generaldirektör för Riksrevisionsverket 1986–1993. Hans doktorsavhandling 2008 hade titeln Hur styrs staten? Resultat av resultatstyrning.
Mundebo var sedan 1981 ledamot av Kungliga Gustav Adolfs Akademien, 1985 av Kungliga Vetenskaps-Societeten i Uppsala och 1986 av Kungliga Ingenjörsvetenskapsakademien.
Ingemar Mundebo bodde på Lidingö och är gravsatt i minneslunden på Lidingö kyrkogård.